# Bieg przez płotki (metoda)
Bieg przez płotki (metoda) – metoda pracy z dzieckiem, polega na narysowaniu z dzieckiem na kartonie trasy, z zaznaczeniem startu, mety oraz płotków. Planszę można wykorzystywać przy pomaganiu dziecku w realizacji powierzanych mu zadań (np. napisania referatu) – przekładając moment zadania jako Start, płotki – jako kolejne etapy jego realizacji (wybranie tematu, poszukanie materiałów, opracowanie pracy itd.) oraz metę jako osiągnięcie sukcesu.
Metoda ta pozwala dzięki skalowaniu określać dziecku w którym momencie pracy nad konkretnym zadaniem się znajduje, umożliwia dziecku wgląd w postępy pracy nad jego realizacją, a także sprawdza się w działaniu motywującym do dalszego działania – ku realizacji celu.